# The Canadian Pacific Railway Co. c. Robinson
The Canadian Pacific Railway Co. c. Robinson (1891) est un arrêt de principe de la Cour suprême du Canada dans le domaine de la responsabilité civile au Québec. Il déclare notamment qu'il n'y a pas de solatium doloris en droit québécois. Bien que cet arrêt ait été renversé en 1996, il a été appliqué comme précédent de stare decisis pendant plus d'un siècle et a donc eu beaucoup d'influence dans l'histoire du droit québécois. Il s'agit d'un exemple significatif d'importation de la common law en droit civil. 

## Contexte factuel et juridique
Dans cette affaire, Mme Agnès Robinson poursuit la compagnie de chemin de fer Canadien Pacifique à la suite du décès de son mari dans un accident ferroviaire. Elle réclame des dommages-intérêts pour pertes non pécuniaires liées à la tristesse (solatium doloris). Dans le contexte de l’époque, le droit français reconnaît l’indemnisation liée à la tristesse, tandis que la common law anglaise ne la reconnaît pas. De plus, le Code civil du Bas-Canada a été rédigé principalement sous l’influence du droit français. Le Canadien Pacifique se pourvoit en Cour suprême.

## Décision
Le pourvoi du Canadien Pacifique est accueilli. Mme Robinson n'est pas compensée pour la tristesse de la mort de son mari. 

## Motifs du jugement
Malgré l'influence française du Code civil du Bas-Canada, les juges de la Cour suprême s’en remettent entièrement au droit anglais pour trancher le litige. Ils interprètent l’art. 1056 C.c.B.C. comme étant une codification du Lord Campbell’s Act, une loi statutaire britannique qui porte sur la compensation due aux victimes d’accidents ferroviaires. Or, d’après la common law, le Lord Campbell’s Act  ne reconnaît pas le solatium doloris. 
En se fondant exclusivement sur la common law britannique, les juges de la Cour suprême ignorent pourtant la jurisprudence québécoise antérieure qui reconnaissait la possibilité d’octroyer le solatium doloris :  voir par exemple Ravary c. Grand Trunk Railway Co. of Canada  et Cadoret c. Cité de Montréal.

## Conséquences
La conséquence immédiate de ce recours abusif à la common law pour interpréter le droit civil est que Mme Robinson ne reçoit pas l’indemnité qu’elle aurait légitimement dû recevoir. Malgré cette apparence d’injustice, l’arrêt The Canadian Pacific Railway Co. c. Robinson  est resté solidement ancré dans la jurisprudence de la Cour suprême du Canada pendant plus d’un siècle. 
Ce n’est qu’en 1996 dans l’arrêt Augustus c. Gosset  que la Cour suprême a reconnu qu’elle a commis une erreur en 1891 : « L’arrêt Canadian Pacific Railway Co. c. Robinson , précité, a été considéré par la jurisprudence subséquente au Québec, pour reprendre les mots du juge Fish, comme une ‘‘ erreur historique ’’ […]  À la lumière de la spécificité de la tradition juridique du Québec, à l’instar de la Cour d’appel, j’estime que c’était au droit français, et non au droit anglais, qu’il fallait se référer pour décider de la reconnaissance du solatium doloris en droit civil québécois ». La conséquence à long terme de cette erreur historique est que toute la jurisprudence antérieure à Augustus c. Gosset  est erronée aux yeux du droit actuel quant à l’octroi du solatium doloris aux victimes par ricochet.